# Artal III de Alagón
Artal III de Alagón ( muerto en Sax, Reino de Valencia, 1239) fue un noble aragonés, VIII señor de Alagón , II señor de Sástago y de Pina, entre otros títulos. Murió en una cabalgada combatiendo en Sax el 1239.

## Orígenes familiares
Hijo de Blasco de Alagón y Margelina de Baucis, también fue hermano de Constanza de Alagón.

## Nupcias y descendientes
Se casó con Eva Ximénez de Urrea, hija de Ximeno II de Urrea y de María Rodríguez de Luesia, en enero del 1234 y tuvieron al menos un hijo:
- Blasco II de Alagón Urrea, también llamado Blasquiello o Blasco de Alagón «el nieto», casado con Juliana Jiménez de Entenza, hija de Berenguer de Entenza y Guillerma de Luesia, con quien tuvo a Artal IV de Alagón.[6]